# Discus ruderatus
Discus ruderatus is een slakkensoort uit de familie van de Discidae. De wetenschappelijke naam van de soort is voor het eerst geldig gepubliceerd in 1821 door W. Hartmann.